# The Girl Guides Association of Saint Christopher and Nevis
The Girl Guides Association of Saint Christopher and Nevis (Associazione Ragazze Guide di Saint Christopher e Nevis) è l'organizzazione nazionale del Guidismo di Saint Kitts e Nevis. Questa conta 436 membri (nel 2003). Fondata nel 1931, l'organizzazione diventa membro associato del World Association of Girl Guides and Girl Scouts (WAGGGS) nel 1993.